# Sinningia laterita
Sinningia laterita là một loài thực vật có hoa trong họ Tai voi. Loài này được (Lindl.) Chautems miêu tả khoa học đầu tiên năm 1990.